# Karate na World Games 2009
Karate na World Games 2009, odbyło się w dniach 25–26 lipca w hali NSYSU Gymnasium w Kaohsiung.

## Uczestnicy
| - Australia - Azerbejdżan - Belgia - Benin - Brazylia - Kanada - Chile - Chiny - Kolumbia - Chorwacja - Dominikana - Egipt - Hiszpania | - Francja - Wielka Brytania - Gruzja - Niemcy - Grecja - Węgry - Iran - Włochy - Japonia - Kazachstan - Kuwejt - Maroko - Malezja | - Meksyk - Nowa Zelandia - Peru - Rosja - Senegal - Serbia - Szwajcaria - Słowacja - Tunezja - Turcja - Stany Zjednoczone - Wenezuela - Wietnam |

## Medale
| Konkurencja           | Złoto                   | Srebro                   | Brąz                        |
| Mężczyźni             |                         |                          |                             |
| Poniżej 60 kilogramów | Douglas Santos          | Hsia Wen-Haung           | Daniel Domdjoni             |
| Poniżej 65 kilogramów | Adam Kovacs             | William Rolle            | Omer Kemaloglu              |
| Poniżej 70 kilogramów | Jean Pena               | Shinji Nakagi            | Tamer Morsy                 |
| Poniżej 75 kilogramów | Michael Georgios Tzanos | Diego Vandeschrick       | Kou Matsuhisa               |
| Poniżej 80 kilogramów | Hao-yun Huang           | Islamutdin Eldaruczew    | Konstantinos Papadopoulos   |
| Powyżej 80 kilogramów | Jonathan Horne          | Spyridon Margaritopoulos | Almir Cecunjanin            |
| Kata                  | Luca Valdesi            | Minh Dack                | Antonio Jose Diaz Fernandez |
| Kategoria Open        | Khalid Khalidow         | Kestha Hany              | Almir Cecunjanin            |
| Kobiety               |                         |                          |                             |
| Poniżej 53 kilogramów | Jelena Kovacevic        | Yen Hui Chen             | Gulderen Celik              |
| Poniżej 60 kilogramów | Maria Sobol             | Eva Tulejowa             | Ting Chang                  |
| Powyżej 60 kilogramów | Arnela Odžaković        | Tiffany Fanjat           | Silvia Sperner              |
| Kata                  | Nguyễn Hoàng Ngân       | Maria Dimitrova          | Sara Battaglia              |
| Kategoria Open        | Eva Tulejowa            | Letitia Carr             | Ema Anicic                  |